# Écomusée du Morvan
L’Écomusée du Morvan est un réseau de lieux d'exposition présent dans le massif du Morvan, au cœur de la région Bourgogne. Il est fédéré par le Parc naturel régional du Morvan.
Il a pour but de mettre en valeur et faire découvrir le patrimoine historique, agricole, environnemental, culturel et ethnologique du Morvan et de ses habitants, les Morvandiaux. Il retrace l'histoire du territoire et de ses habitants à travers un thème commun "Échanges et migrations".
L'écomusée fait partie du réseau Clé des Musées et est également adhérent à la Fédération des écomusées et des musées de société.

## Composition
L'écomusée comprend huit maisons à thème et trois sites associés répartis sur l'ensemble du Parc naturel régional du Morvan.

### Les maisons à thème

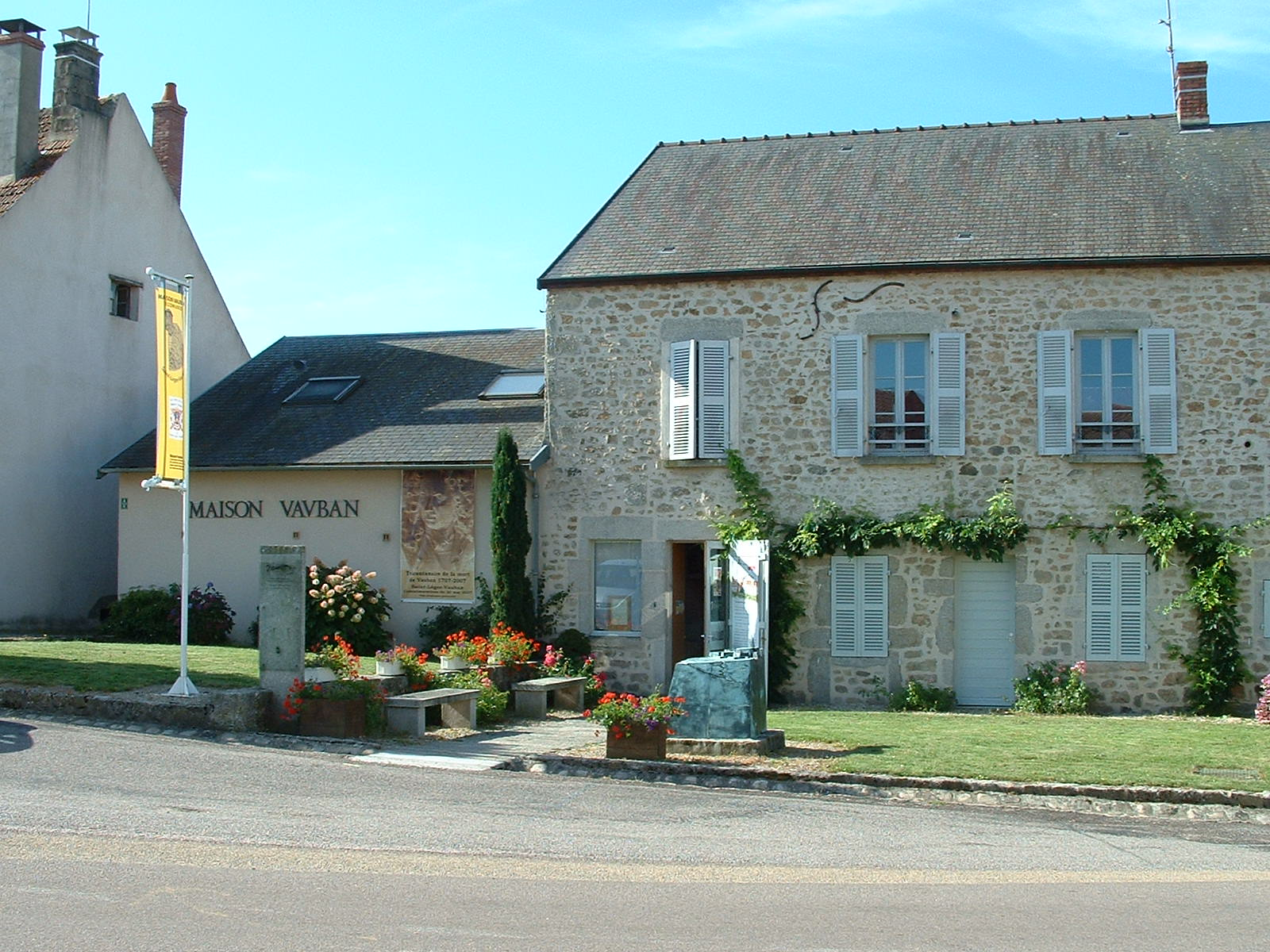
La maison Vauban à Saint-Léger-Vauban.

Les huit maisons à thème actuelles sont :
1. la maison du Seigle à Ménessaire (Côte-d'Or), créée en 1989 ;
2. la maison des Galvachers à Anost (Saône-et-Loire), créée en 1994[1] ;
3. le musée Vauban à Saint-Léger-Vauban (Yonne), entré dans le réseau en 1996 ;
4. le musée de l'Élevage et du Charolais à Moulins-Engilbert (Nièvre), créée en 1999 ;
5. la maison des Hommes et des Paysages à Saint-Brisson (Nièvre), créée en 2000 ;
6. la maison du patrimoine oral de Bourgogne à Anost (Saône-et-Loire), créée en 2008[1] ;
7. le musée des Nourrices et des Enfants de l'Assistance publique à Alligny-en-Morvan (Nièvre), inauguré en 2016 ;
8. le musée de la Résistance en Morvan, créé en 1983 et entré dans le réseau en 2017.

### Les sites associés
Les trois sites associés à l'écomusée du Morvan sont :
1. la saboterie Marchand à Gouloux (Nièvre) ;
2. la maison du Vin et de la Tonnellerie à Ouroux-en-Morvan (Nièvre);
3. Ma P'tite École, à Montsauche-les-Settons (Nièvre).